# Олешев, Николай Николаевич

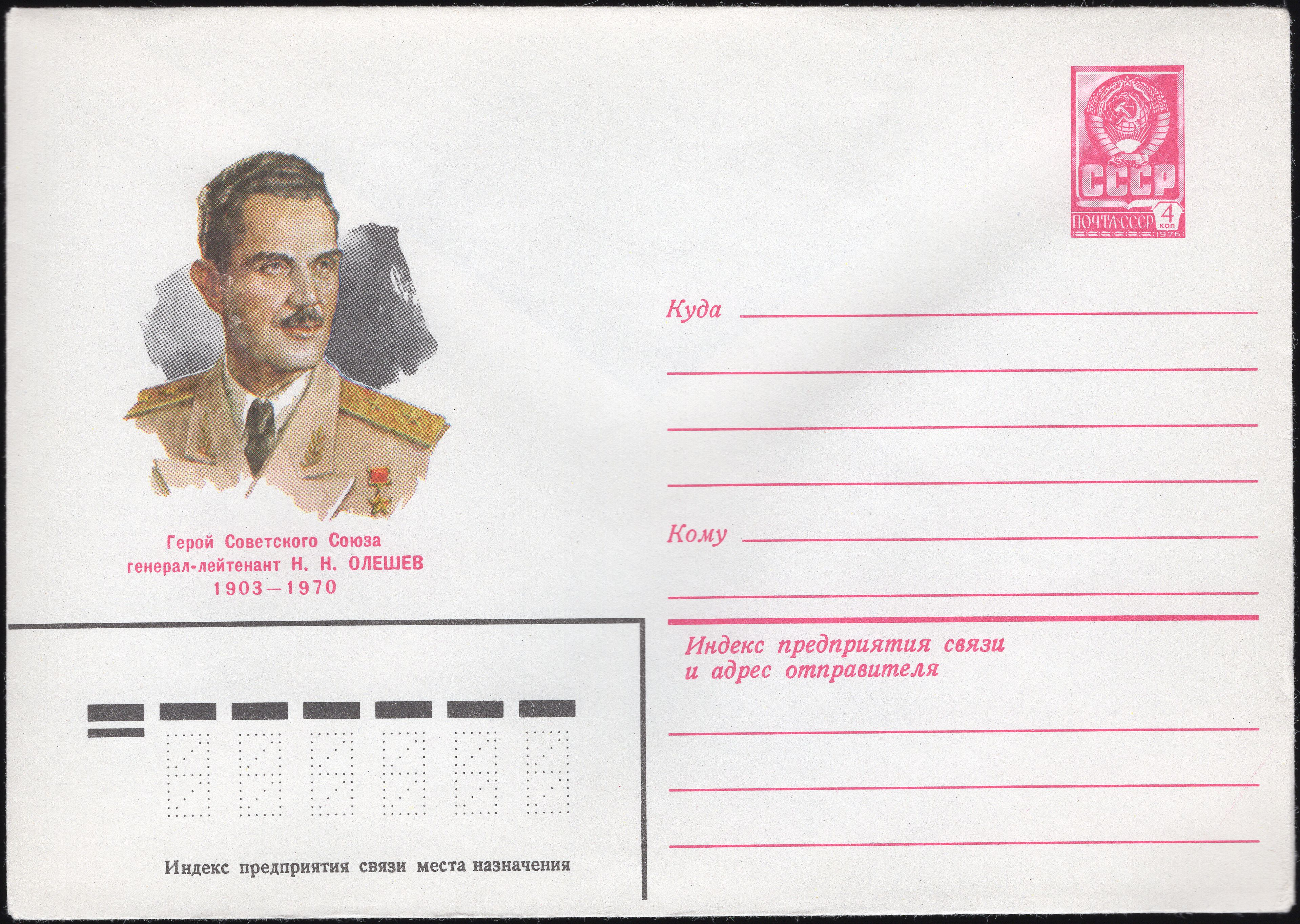
Почтовый конверт СССР, 1980 год

Николай Николаевич Олешев (8 [21] сентября 1903, Пошехонье, Ярославская губерния — 2 ноября 1970, Рига) — советский военачальник, генерал-лейтенант (5.05.1945). Герой Советского Союза (8.09.1945).

## Начальная биография
Николай Николаевич Олешев родился 8 (21) сентября 1903 года в городе Пошехонье ныне Ярославской области (по другим данным — в городе Ярославль) в семье капельмейстера артиллерийского полка (по официальным документам — в семье рабочего).
Окончил церковно-приходское училище. Учился в 2-м Московском кадетском корпусе, но из-за событий 1917 года его не окончил, корпус был расформирован и Олешев вернулся в Ярославль. С февраля 1918 года работал печатником и наборщиком в типографии «Кооперативный путь» в Ярославле.

## Военная служба

### Гражданская война
В ноябре 1918 года призван в Красную Армию, направлен красноармейцем в комендантскую команду Ярославского военного госпиталя, а в мае 1920 года назначен делопроизводителем в 283-м сводном полевом госпитале в составе 13-й армии (Южный фронт).

### Межвоенное время
С ноября 1921 года служил сотрудником, а затем уполномоченным Особого отдела ВЧК/ГПУ 18-й Ярославской Краснознамённой стрелковой дивизии.
В сентябре 1923 года направлен на учёбу в Тверскую кавалерийскую школу имени Коминтерна, где во время учёбы исполнял должность командира взвода строевой команды. После окончания учёбы в сентябре 1926 года направлен в пограничные войска ОГПУ СССР. Служил в 51-м Троицкосавском пограничном отряде в Забайкалье на должностях помощника начальника и начальника пограничной заставы, помощника коменданта пограничного отряда по строевой части, начальника маневренной группы. Принимал участие в боевых действиях на территории Забайкалья против бандформирований, а также отрядов белогвардейцев, которые регулярно совершали набеги с территории Маньчжурии. За отвагу и тактическое мастерство был награждён серебряными часами с надписью «За беспощадную борьбу с контрреволюцией от коллегии ОГПУ».
С мая 1932 года служил на должностях помощника начальника маневренной группы и старшего уполномоченного 54-го Нерчинского пограничного отряда войск ОГПУ, а в августе 1935 года назначен на должность начальника полковой школы младшего начсостава 7-го кавалерийского полка войск НКВД Забайкальского округа (Иркутск).
В 1937 году вступил в ВКП(б).
С января 1938 года служил начальником 2-го отделения и исполняющим должность начальника штаба 64-го Мангутского пограничного отряда, а в декабре 1939 года назначен на должность начальника 1-го отделения штаба Управления пограничных войск НКВД Забайкальского округа.
В июле 1940 года майор Олешев был направлен в штаб Управления пограничных войск НКВД Киевского округа, где назначен на должность начальника 2-го отделения 1-го отдела штаба, а через месяц — на должность начальника 2-го отделения 1-го отдела пограничных войск Украинского округа во Львове.
В 1941 году заочно окончил 1-й курс Военной академии РККА имени М. В. Фрунзе.

### Великая Отечественная война
Начало Великой Отечественной войны встретил на территории Западной Украины и назначен на должность начальника штаба сводного пограничного отряда Львовского гарнизона Юго-Западного фронта. Во время отступления в ходе Львовско-Черновицкой оборонительной операции отряд в своём составе объединял в своём составе мелкие подразделения пограничников, отбившиеся от своих частей. Сводный отряд прошёл с боевыми действиями по немецким тылам по маршруту Проскуров — Винница — Белая Церковь, в результате чего вышел из окружения.
После выхода из окружения в августе 1941 года майор Олешев был назначен старшим помощником начальника оперативного отдела штаба 30-й армии Западного фронта. Принимал участие в оборонительных боевых действиях в районе города Белый в ходе Смоленского сражения, в Калининской и в Клинско-Солнечногорской оборонительных, в Клинско-Солнечногорской и в Ржевско-Вяземской наступательных операциях битвы за Москву.
В феврале 1942 года уже подполковник Олешев назначен на должность командира 371-й стрелковой дивизии (30-я армия, Калининский фронт), которая принимала участие в Ржевской битве. Первая крупная боевая задача, которую Олешеву пришлось решать в должности комдива и с которой он успешно справился, — пробить коридор для оказавшихся в окружении под Ржевом советских частей. Участвовал в первой Ржевско-Сычёвской, второй Ржевско-Сычёвской (она же операция «Марс») и в Ржевско-Вяземской наступательных операциях.
В мае 1943 года назначен на должность командира 36-го стрелкового корпуса 31-й армии Западного фронта (затем 3-й Белорусский фронт), который принимал участие в Смоленской наступательной операции, в том числе в освобождении городов Ярцево и Смоленск. В июне — начале июля 1944 года успешно руководил корпусом в ходе Витебско-Оршанской операции, отличившись при освобождении городов Дубровно и Орша.
4 июля 1944 года генерал-майор Олешев назначен на должность командира 113-го стрелкового корпуса 39-й армии 3-го Белорусского фонта, который принимал участие в боевых действиях на территории Прибалтики (Каунасская и Мемельская операции) и Восточной Пруссии (Гумбиннен-Гольдапская, Восточно-Прусская наступательные операции). Во время Мемельской наступательной операции корпус под командованием Олешева 9 октября 1944 года принимал участие в освобождении города Шмаленингкен-Виткемен. В ходе Восточно-Прусской наступательной операции 113-й стрелковый корпус вёл боевые действия за город Тильзит, за что приказом Верховного Главнокомандующего получил почётное наименование «Тильзитский». За участие в штурме столицы Восточной Пруссии города Кёнигсберга корпус был награждён орденом Красного Знамени. 5 мая 1945 года командиру корпуса было присвоено очередное воинское звание «генерал-лейтенант».

### Советско-японская война
После окончания боевых действий 113-й стрелковый корпус вместе со всей 39-й армией был передислоцирован в Забайкалье, где был включён в состав Забайкальского фронта. С началом советско-японской войны 9 августа 1945 года корпус перешёл в наступление и в ходе Хингано-Мукденской наступательной операции после марша по степям и полупустыням преодолел с боями хребет Большой Хинган. Выйдя в центральную Маньчжурию, корпус принимал участие в боевых действиях за город Ваньемяо, Ляоян, Сыпин и Мукден. За освобождение последнего города корпусу было присвоено почётное наименование «Мукденский». Всего за время войны с Японией корпус прошёл с боями за 15 суток до 950 километров.
На всём протяжении боевых действий генерал-лейтенант Олешев проявил исключительное мужество и энергию, умело руководил своими и приданными ему войсками, хорошо разработав и организовав взаимодействие всех родов войск. Он находился постоянно впереди войск и умелым и решительным действием обеспечивал блестящее выполнение поставленной перед корпусом боевой задачи, имея совершенно незначительные потери в личном составе своих войск. Было уничтожено до 500 и пленено свыше 2 500 японских солдат и офицеров, захвачено большое количество техники.
Указом Президиума Верховного Совета СССР от 8 сентября 1945 года за умелое командование корпусом, образцовое выполнение боевых заданий командования на фронте борьбы с японскими милитаристами и проявленные при этом мужество и героизм генерал-лейтенанту Олешеву Николаю Николаевичу присвоено звание Героя Советского Союза с вручением ордена Ленина и медали «Золотая Звезда» (№ 8747).

### Послевоенная карьера

Могила Н. Н. Олешева на Троекуровском кладбище Москвы.

Мемориальная доска в честь Н. Н. Олешева в Минске по адресу ул. Олешева, д. 6 (здание было разрушено вскоре после того, как был сделан снимок).

После окончания войны с сентября 1945 года находился в распоряжении Главного управления кадров НКО и в феврале 1946 года направлен на учёбу в Высшую военную академию имени К. Е. Ворошилова, которую окончил в феврале 1948 года. В июне 1948 года назначен на должность командующего вновь созданной 14-й армией (Дальневосточный военный округ), которая располагалась на Чукотском полуострове.
С мая 1951 года Н. Н. Олешев состоял в распоряжении министра обороны СССР и в декабре того же года назначен на должность помощника командующего войсками Киевского военного округа, в январе 1953 года — на должность командующего 13-й армией (Прикарпатский военный округ), а в апреле 1954 года — на должность помощника командующего войсками по боевой подготовке — начальника Управления боевой подготовки Прибалтийского военного округа.
В декабре 1955 года направлен в командировку в Болгарию, где служил старшим военным советником начальника управления боевой подготовки Болгарской народной армии. После возвращения из командировки с марта 1959 года состоял в распоряжении главнокомандующего Сухопутными войсками. В апреле того же года вновь назначен на должность заместителя командующего войсками по боевой подготовке — начальник Управления боевой подготовки штаба Прибалтийского военного округа, а в апреле 1961 года — на должность заместителя командующего войсками этого же округа по боевой подготовке и вузам.
Генерал-лейтенант Н. Н. Олешев в декабре 1969 года уволен в отставку. Умер 2 ноября 1970 года в Риге (Латвийская ССР), где и был похоронен. В мае 1994 года перезахоронен на московском Троекуровском кладбище (участок 3).

## Награды
- Медаль «Золотая Звезда» Героя Советского Союза (№ 8747 от 08.09.1945);
- Три ордена Ленина (21.02.1945; 19.04.1945; 08.09.1945);
- Четыре ордена Красного Знамени (28.05.1942; 03.11.1944; 20.06.1949; 22.02.1968);
- Орден Суворова 2-й степени (№ 514 от 28.09.1943);
- Два ордена Кутузова 2-й степени (№ 106 от 30.01.1943; № 326 от 09.04.1943);
- Орден Богдана Хмельницкого 2-й степени (№ 296 от 04.07.1944);
- Орден Отечественной войны 1-й степени (12.03.1943);
- Медаль «За отвагу» (1942);
- Медаль «За оборону Москвы»;
- Медаль «За взятие Кёнигсберга»;
- Медали СССР[7][8];
- Орден Народной Республики Болгария 2-й степени;
- Орден «За воинскую доблесть» V класса (Польша, 19.12.1968)[9];
- Медаль «25 лет Болгарской народной армии» (Болгария, 18.09.1969);
- Медаль «За Победу над Японией» (Монголия).

## Память
- Постановлением Совета Министров РСФСР № 531-69 от 24 августа 1972 года имя Героя Советского Союза генерал-лейтенанта Олешева Н. Н. присвоено одной из пограничных застав 51-го (Кяхтинского) пограничного отряда Забайкальского пограничного округа КГБ при Совете Министров СССР (ныне — Пограничное управление ФСБ России по Республике Бурятии и Читинской области).
- В честь Н. Н. Олешева названа улица в Минска.
- Его имя также высечено на постаменте обелиска освободителям города Ржева.
- В городе Пошехонье (Ярославская область) в Аллее боевой славы установлена стела с барельефом Героя.

## Воинские звания
- Майор;
- Подполковник (1941);
- Полковник (1942);
- Генерал-майор (14 февраля 1943 года);
- Генерал-лейтенант (5 мая 1945 года).